# Jeff Booth
Pour les articles homonymes, voir Booth.
Jeff Booth est un surfeur américain né en 1969 à Los Angeles. Il a remporté le Yop Réunion Pro en 1991 et le Réunion Pro/Am 1996.